# David Farrier
David Farrier (Tauranga, 25 de dezembro de 1982) é um jornalista, documentarista e diretor neozelandês. Ganhou notoriedade após dirigir o documentário Tickled (2016) e apresentar a série documental Dark Tourist (2018).   